# 格羅斯貝克 (德克薩斯州)
格羅斯貝克（英語：Groesbeck）是一個位於美國德克薩斯州石灰岩縣的城市。根據2010年美國人口普查，該地共人口4328人，而該地的面積約為9.80平方千米。同時該地也是石灰岩縣的縣治。

## 地理
格羅斯貝克的座標為31°31′22″N 96°31′56″W / 31.52278°N 96.53222°W，而該地的平均海拔高度為146米（即479英尺）。